# Eiphosoma aztecum
Eiphosoma aztecum är en stekelart som beskrevs av Cresson 1874. Eiphosoma aztecum ingår i släktet Eiphosoma och familjen brokparasitsteklar. Inga underarter finns listade i Catalogue of Life.